# Johann Neuhold
Johann Neuhold (* 21. Juli 1933 in Perlsdorf bei Gnas; † 25. November 2012) war ein österreichischer Landwirt und Politiker (ÖVP).
Am 11. Februar 1972 zog er erstmals in den steirischen Landtag ein, war in diesem bis zum 3. Mai 1972 aktiv und kehrte noch in derselben Gesetzgebungsperiode mit 8. März 1973 wieder in den Landtag zurück, dem er daraufhin bis zum 18. Oktober 1991 in fünf verschiedenen Gesetzgebungsperioden als Landtagsabgeordneter angehörte.

## Leben und Wirken
Johann Neuhold wurde am 21. Juli 1933 als ältestes von zwei Kindern seiner Eltern in der damals noch eigenständigen Gemeinde Perlsdorf bei Gnas geboren. Im nahegelegenen Paldau besuchte er die Volksschule, jedoch sahen seine Eltern keine weitere Schulausbildung für ihren Sohn vor, da diese der Meinung waren, dass für das Betreiben einer Landwirtschaft keine höhere Schulbildung nötig sei. Aus eigener Initiative heraus besuchte er später jedoch von 1950 bis 1953 die landwirtschaftliche Fortbildungsschule in Paldau und absolvierte eine Reihe von Spezialkursen um sich weiter fortzubilden. Neuhold war ein sogenannter „Lehrmeister der Katholischen Landjugend“ und fungierte in seiner Heimat als Pfarrjugend- und anschließend als Dekanatsjugendführer im Dekanat Straden. Später war er Bezirksobmann des Bundes Steirischer Landjugend in Feldbach sowie Bezirksobmann der jungen Generation in der ÖVP, in dieser Funktion er neun Jahre lang tätig war.
Aus der Heirat mit seiner Frau Maria im Jahre 1961 gingen neun Kinder hervor. Seine Landwirtschaft in Perlsdorf erweiterte er 1962 mit dem Erwerbe der angrenzenden Landwirtschaft und der Spezialisierung auf die Bereich Obstbau, Geflügel und Maisanbau. In seiner Funktion als Landwirt war er zudem hauptverantwortlich für die Errichtung des bäuerlichen Beratungs- und Maschinenringes in Gnas. Im Jahre 1965 wurde er Bürgermeister seiner Heimatgemeinde und bekleidete dieses Amt bis 1981. Außerdem gehörte er ab 1965 dem Gemeinderat von Perlsdorf an und war in diesem bis 1990 aktiv. Für seine Verdienste in der Kommunalpolitik wurde er zum Ehrenbürger der Gemeinde Perlsdorf ernannt. Am 11. Februar 1972 zog Neuhold erstmals in den steirischen Landtag ein und gehörte diesem bis zum 3. Mai 1972 an. Nach einer mehrmonatigen Pause kehrte er am 8. März 1973 wieder in den Landtag zurück und gehörte diesem in weiterer Folge bis zum 18. Oktober 1991 in fünf verschiedenen Gesetzgebungsperioden (VII., VIII., IX., X. und XI.) als Abgeordneter an. Während seiner Amtszeit war er Mitglied und Ersatzmitglied in zahlreichen verschiedenen Ausschüssen, wobei er sich vor allem um die Gemeinden sowie die Landwirtschaft bemühte. Darüber hinaus hatte Neuhold zahlreiche weitere wichtige politische Funktionen inne und war etwa Obmann des Seniorenbundes, Obmann des Bauenbundes sowie Ortsparteiobmann der ÖVP Perlsdorf.
Am 25. November 2012 starb Neuhold im Alter von 79 Jahren.